# الحجر، إب
الحجر هي إحدى قرى الجمهورية اليمنية. وهي تتبع جغرافيًا لمحافظة إب. وإداريًا لمديرية ذي السفال. يبلغ تعداد سكانها 1386 نسمة حسب الإحصاء الذي جرى عام 2004.